# Солли (певица)
Чхве Джинри́ (кор. 최진리, 崔真理; 29 марта 1994, Пусан — 14 октября 2019, Соннам, Кёнгидо), более известная под псевдонимом Солли (кор. 설리), — южнокорейская певица, актриса и модель. Бывшая участница гёрл-группы f(x).

## Биография

### Происхождение и образование
Чхве Чжин Ри родилась 29 марта 1994 года в южнокорейском городе Пусане. Её имя означает «истина» по-корейски. Она была третьей из четырёх детей и единственной дочерью при двух старших и одном младшем брате. Солли посещала начальную школу Jungbu (중부초등학교) в Пусане, а затем сеульскую начальную школу Чхондама и среднюю школу Чунгдама (청담중학교). Окончила школу исполнительских искусств Сеула.

### Начало актёрской карьеры
Чжин Ри записалась в актёрскую школу в раннем возрасте по настоянию матери. В 2004 году, во время обучения в четвёртом классе, она впервые приехала в Сеул. В 2005 году начала актёрскую карьеру, сыграв юную принцессу Сонхву Силлы в драматической дораме SBS Seodong. По настоянию агента, для съёмок она заменила своё имя христианского происхождения на псевдоним Чхве Солли, под которым и стала известна впоследствии.
Позже она посетила прослушивание S.M. Entertainment, во время которого она спела песню S. E. S. под названием «Chingu». После прослушивания она была официально выбрана в качестве стажёра компании. И в том же году переехала в общежитие с Тхэён и Тиффани. Она продолжала оставаться там до дебюта Girls' Generation в 2007 году.
Солли также продолжала играть второстепенные роли в телевизионных драмах и фильмах, таких как Vacation (2006), Punch Lady (2007), The Flower Girl is Here (2007) и BABO (2008).

### 2009—2015: Деятельность в группе f(x)
5 сентября 2009 года Солли дебютировала в составе группы f(x) с синглом «La Cha Ta». В 2013 году Солли и её коллега по группе Кристал стали новыми лицами бренда макияжа Etude House.
В эти годы продолжалась и кинокарьера Солли. В августе 2012 года она снялась в главной роли в фильме «Прекрасная Ты», основанном на знаменитой серии японской сёдзё-манги Hanazakari no Kimitachie. Драматический сериал начал вещание 15 августа 2012 года на SBS. Солли исполнила роль Гу Чжэ Хи, которая переодевается мальчиком, чтобы посещать ту же школу, что и её кумир. Чтобы подготовиться к своей роли, Солли, которая была известна своими длинными волосами, подстригла 60 см. Позже она выиграла новую звезду на Drama Awards за её роль в драме.
В августе 2014 года вышел на экраны приключенческий фильм The Pirates с Сон Е Чжин и Ким Нам Гилом в главных ролях. Солли сыграла второстепенного персонажа по имени Хек-Мио, молодую девушку, которая стала пиратом после того, как её спасла женщина-капитан. В том же году она сыграла главную роль в комедийном фильме Fashion King, основанном на одноимённой серии веб-тун, наряду с Чжу Вон и Ким Сон О.
В разгар промоушена Red Light в 2014 году Солли внезапно прервала деятельность в корейской индустрии развлечений из-за того, что была морально и физически истощена непрерывными злобными комментариями и ложными слухами, которые распространялись о ней. Её перерыв был официально объявлен 24 июля 2014 года. Через год, 7 августа 2015 года, было объявлено, что Солли официально покинула группу, оставшись в агентстве S.M. Entertainment уже в качестве актрисы.

### 2016—2019: Актёрская и сольная деятельность
В 2017 году Солли играла главную роль в фильме Real с Ким Сухёном.
После трехлетнего перерыва Солли возобновила свою музыкальную карьеру в 2018 году с синглом «Dayfly» при участии Dean, прежде чем дебютировать сольно в июне 2019 года с сингл-альбомом Goblin.

## Публичный имидж
Когда я впервые опубликовала свои фотографии без лифчика, было так много разных реакций. Я могла бы испугаться и спрятаться, но я этого не сделала, я хотела, чтобы предрассудки людей исчезли. — Солли.
В июле 2019 года Солли объявила, что она является сторонницей движения No Bra. Она ранее загружала изображения в социальных сетях, где не носила бюстгальтер и обнажала свои соски в ряде случаев, начиная с мая 2016 года, когда она получила огромное количество негатива в свою сторону в социальных сетях. В сентябре 2019 года, за месяц до смерти, грудь Солли была случайно выставлена во время прямого эфира в социальных сетях, что вызвало негативную реакцию против неё со стороны корейского сообщества.

## Личная жизнь
25 сентября 2013 года в Интернете были опубликованы фотографии Солли и Choiza из Dynamic Duo, гуляющих возле Сеульского леса держась за руки, и появились слухи о том, что они встречаются. Агентства артистов сначала отрицали это, но 19 августа 2014 года подтвердили их отношения после того, как появилось больше фотографий. Обе знаменитости терпели злонамеренные комментарии и интернет-травлю на протяжении всего периода публичности их отношений. 24 июня 2014 года в интернет загрузили фотографию потерянного кошелька Choiza со снимками Солли, что вызвало увеличение враждебных комментариев. 25 июля 2014 года S.M. Entertainment объявили, что Солли решила отдохнуть от южнокорейской индустрии развлечений из-за морального и физического истощения от потока враждебных комментариев и ложных слухов о ней. 6 марта 2017 года в докладе говорилось, что Солли и Choiza прекратили свои отношения.
В октябре 2018 года Солли рассказала, что с самого детства страдала от панического расстройства и социофобии. Перед смертью Солли также находилась в тяжёлой депрессии.

## Смерть и наследие
14 октября 2019 в 15:21 менеджер Солли нашёл её мёртвой в её доме в Соннаме, к югу от Сеула. Он пришёл домой к своей подопечной из-за того, что не мог до неё дозвониться с 18:30 предыдущего дня. Полиция заявила, что в первую очередь рассматривает версию о самоубийстве, поскольку не было никаких признаков взлома, и что следователи нашли в дневнике Солли записку, в которой артистка описала свои чувства, но пришли к выводу, что это  не предсмертная записка. 15 октября полиция подала заявление на вскрытие, чтобы подтвердить причину смерти, и выполнила его на следующее утро. Вскрытие подтвердило отсутствие признаков смерти от внешнего воздействия и самоубийство как наиболее вероятную причину смерти.
Похороны Солли проводились в частном порядке членами семьи и друзьями. Тем не менее для поклонников, желающих отдать дань уважения, 15 и 16 октября в похоронном зале больницы Северанс в Синчон-Донге, Сеул, было открыто отдельное помещение. Различные знаменитости и компании отменили свою деятельность в знак траура по Солли, в том числе бывшие участницы группы, Виктория, Эмбер и Кристал, коллега, певица и подруга IU, Dunamic Duo, актриса Сон Хе Гё, а также актёры фильма «Подарок».
Различные СМИ связывали смерть Солли с депрессией, вызванной кибербуллингом. После её смерти выяснилось, что Солли неоднократно просила свое агентство SM Entertainment принять решительные меры против враждебных комментариев. Всего на сайте администрации президента Южной Кореи было размещено семь петиций с требованием ужесточить наказание за интернет-травлю и расширить практику указания реального имени при размещении комментариев и создании аккаунтов. Трек «Love You Sulli» (설리 사랑해) попал в тренды в попытке поклонников скрыть отрицательные результаты поиска[чего?]. Кроме того, песня IU «Peach», которая была написана для Солли, вновь вошла в музыкальные чарты.

## Дискография
| Название                                                                     | Год                | Пиковые позиции    | Альбом             |                    |
| Название                                                                     | Год                | KOR                | Альбом             |                    |
| Как ведущий артист                                                           | Как ведущий артист | Как ведущий артист | Как ведущий артист | Как ведущий артист |
| ---------------------------------------------------------------------------- | ------------------ | ------------------ | ------------------ | ------------------ |
| «Goblin» (고블린)                                                            | 2019               | —                  | Goblin (single)    |                    |
| С другими артистами                                                          |                    |                    |                    |                    |
| «Dayfly» (하루살이) Dean (feat. Солли & Rad Museum)                          | 2018               | 37                 | Non-album single   |                    |
| «—» denotes releases that did not chart or were not released in that region. |                    |                    |                    |                    |

## Фильмография

### Фильмы
| Год  | Название                                    | Роль              | Примечания                                                                 |
| ---- | ------------------------------------------- | ----------------- | -------------------------------------------------------------------------- |
| 2007 | Punch Lady                                  | Квак Чун Сим      |                                                                            |
| 2008 | BABO                                        | Янг Чжи Хо        |                                                                            |
| 2010 | A Turtle’s Tale: Sammy’s Adventures         | Шелли             | Корейский дубляж                                                           |
| 2012 | I AM.                                       | В роли самой себя | Документальный фильм о SM Town Live '10 World Tour в Madison Square Garden |
| 2012 | SM Town Live in Tokyo Special Edition in 3D | В роли самой себя | Документальный фильм о SM Town Live World Tour III в Токио                 |
| 2014 | The Pirates                                 | Хёк-Мио           |                                                                            |
| 2014 | Fashion King                                | Квак Ын Чжин      |                                                                            |
| 2017 | Real                                        | Сон Юн Хва        |                                                                            |

### Дорамы
| Год  | Название                                    | Роль                           | Телеканал | Примечания                 | Ссылки |
| ---- | ------------------------------------------- | ------------------------------ | --------- | -------------------------- | ------ |
| 2005 | Drama City 도깨비가 있다                    |                                | KBS       |                            |        |
| 2005 | Ballad of Seodong                           | Юная принцесса Сонхва из Силлы | SBS       |                            |        |
| 2005 | Love Needs a Miracle                        | На Сун-Джу                     | MBC       | Камео                      |        |
| 2006 | Kkotbuniga wasseumnideo (꽃분이가 왔습니더) |                                | SBS       |                            |        |
| 2010 | Ох! Моя Леди                                | Runway model                   | SBS       | Камео                      |        |
| 2012 | To the Beautiful You                        | Но Чже Хи                      | SBS       | Корейская версия Hana Kimi |        |
| 2019 | Отель дель Луна                             | Чжун Чжи Ын                    | tvN       | Камео (эпизод 10)          | [ 65 ] |
| 2019 | Persona 2                                   |                                | Netflix   |                            | [ 66 ] |

### Развлекательные шоу
| Год     | Название                   | Телеканал | Роль                          | Ссылки |
| ------- | -------------------------- | --------- | ----------------------------- | ------ |
| 2010-11 | Inkigayo                   | SBS       | Гость                         |        |
| 2011    | Welcome to the Show        | Солли     | Вымышленная версия самой себя |        |
| 2018    | Jin Ri’s Shop              | Naver TV  | Главная роль                  | [ 67 ] |
| 2019    | The Night of Hate Comments | JTBC2     | MC                            | [ 68 ] |

## Награды и номинации
| Год  | Номинация    | Категория                             | Номинированная Работа | Результат | Ссылки. |
| ---- | ------------ | ------------------------------------- | --------------------- | --------- | ------- |
| 2012 | Drama Awards | New Star Award                        | To the Beautiful You  | Победа    | [ 69 ]  |
| 2012 | Drama Awards | Best Couple Award (вместе Чхве Минхо) | To the Beautiful You  | Победа    | [ 69 ]  |

## Комментарии
1. ↑  "Goblin" was digitally released as Sulli's debut single along two b-sides "Sailor Moon" and "Dorothy".